# Representações de São Jorge na pintura
Esta é uma lista de pinturas que constam na Wikidata sobre o santo católico São Jorge, ou em que ele surge representado, tema que foi tratado por um grande número de mestres pintores do passado, especialmente nas épocas medieval e da renascença.
São Jorge (nascido entre 275 e 280 e falecido em 23 de abril de 303) foi, de acordo com a tradição, um soldado romano no exército do imperador Diocleciano e que, por não querer renunciar à sua fé católica, foi martirizado.
Na hagiografia, São Jorge é um dos santos mais venerados no catolicismo, tanto na Igreja Católica Romana e na Igreja Ortodoxa, como também na Comunhão Anglicana. É imortalizado na lenda em que mata o dragão.
| Imagem | Título | Criador                                                                | Data de publicação                  | Parte de                                                                     | Coleção | Localização                                                    |
| ------ | --- | ---------------------------------------------------------------------- | ----------------------------------- | ---------------------------------------------------------------------------- | --- | -------------------------------------------------------------- |
|        | São Jorge e o Dragão | Vitale da Bologna                                                      | década de 1330                      |                                                                              | Pinacoteca Nacional de Bolonha                                                                                             | Pinacoteca Nacional de Bolonha                                 |
|        | Placa comemorativa dos senhores de Montfoort                                                                                     | No/unknown value                                                       | 1380                                |                                                                              | Rijksmuseum Centraal Museum                                                                                                | Amesterdão Rijksmuseum Centraal Museum                         |
|        | A Virgem entronizada e o Menino rodeados de Santos                                                                               | Mestre de Santa Veronica                                               | década de 1400                      |                                                                              | Museu de Arte de Filadélfia                                                                                                | Museu de Arte de Filadélfia                                    |
|        | Tríptico da Crucificação com os Santos António, Cristóvão, Tiago e Jorge                                                         | No/unknown value                                                       | 1 de janeiro de 1400                |                                                                              | Art Institute of Chicago                                                                                                   | Art Institute of Chicago                                       |
|        | Retable de Saint-Georges, Saint-Jean et autres saints                                                                            | No/unknown value                                                       | século XV                           |                                                                              | Museu de Unterlinden | Museu de Unterlinden                                           |
|        | Der heilige Georg | No/unknown value                                                       | século XV                           |                                                                              | Museu Wallraf–Richartz | Museu Wallraf–Richartz                                         |
|        | O Jardim do Paraíso | Mestre do Alto Reno                                                    | década de 1410                      |                                                                              | Museu Städel | Museu Städel                                                   |
|        | A Virgem e o Menino, S. Jorge, Santa Catarina e Doadores e filhos                                                                | No/unknown value                                                       | 1420                                |                                                                              | Museu Bellegodshuis | Museu Bellegodshuis                                            |
|        | São Jorge decepando o dragão | Paolo Uccello                                                          | 1423                                |                                                                              | National Gallery of Victoria                                                                                               | National Gallery of Victoria                                   |
|        | Saint Georges à cheval | No/unknown value                                                       | século XV                           |                                                                              | departement of the Byzantine Arts and the Eastern Christians in the Louvre Museum                                          | Room 734                                                       |
|        | Quaratesi Polyptych | Gentile da Fabriano                                                    | 1425                                |                                                                              | Pinacoteca do Vaticano Galleria degli Uffizi Galeria Nacional de Arte National Gallery                                     | National Gallery                                               |
|        | São Jorge | Álvaro Pires de Évora                                                  | 1427                                |                                                                              | Museu Hermitage | Museu Hermitage                                                |
|        | São Jorge matando o Dragão | Bernardo Martorell                                                     | 1434                                |                                                                              | Art Institute of Chicago                                                                                                   | Art Institute of Chicago                                       |
|        | Saint George and the Princess | Antonio Pisanello                                                      | década de 1430                      |                                                                              | | Pellegrini Chapel                                              |
|        | São Jorge e o Dragão | Paolo Uccello                                                          | década de 1430                      |                                                                              | Museu Jacquemart-André | Museu Jacquemart-André                                         |
|        | O Julgamento de São Jorge | Bernardo Martorell                                                     | década de 1430                      |                                                                              | Departamento de Pinturas do Louvre                                                                                         | Sala 730                                                       |
|        | São Jorge e o Dragão | Rogier van der Weyden                                                  | 1435                                |                                                                              | Galeria Nacional de Arte                                                                                                   | Galeria Nacional de Arte                                       |
|        | A Flagelação de São Jorge | Bernardo Martorell                                                     | década de 1430                      |                                                                              | Departamento de Pinturas do Louvre                                                                                         | Sala 730                                                       |
|        | A Decapitação de São Jorge | Bernardo Martorell                                                     | década de 1430                      |                                                                              | Departamento de Pinturas do Louvre                                                                                         | Sala 730                                                       |
|        | São Jorge arrastado pela cidade de Diospolis                                                                                     | Bernardo Martorell                                                     | década de 1430                      |                                                                              | Departamento de Pinturas do Louvre                                                                                         | Sala 730                                                       |
|        | A Virgem e o Menino com o cónego van der Paele                                                                                   | Jan van Eyck                                                           | década de 1430 1436 1434            | list of masterpieces of Flanders                                             | Museu Groeninge Coleção de Arte Flamenga                                                                                   | Groeningemuseum - Saal 1‎                                       |
|        | A Visão da Virgem Maria e o Menino por S. António Abade e S. Jorge                                                               | Antonio Pisanello                                                      | 1445 década de 1400                 |                                                                              | National Gallery | Londres National Gallery                                       |
|        | Tempelhof Altarpiece | Jost Haller                                                            | 1445                                |                                                                              | Museu de Unterlinden | Museu de Unterlinden                                           |
|        | Madonna and Child with Six Saints                                                                                                | Pesellino                                                              | 1450                                |                                                                              | Metropolitan Museum of Art                                                                                                 | Metropolitan Museum of Art                                     |
|        | Tríptico da Crucificação e da Virgem Maria e o Menino com Santos                                                                 | No/unknown value                                                       | 1450                                |                                                                              | Palácio das Belas-Artes de Lille                                                                                           | Palácio das Belas-Artes de Lille                               |
|        | Adoração do Menino com Santos | Fra Filippo Lippi                                                      | 1455                                |                                                                              | Museo di Palazzo Pretorio                                                                                                  | Prato Museo di Palazzo Pretorio San Domenico, Prato            |
|        | Polyptych of Madonna with child and saints                                                                                       | Sano di Pietro                                                         | 1458                                |                                                                              | San Giorgio | San Giorgio                                                    |
|        | São Jorge e a Princesa | No/unknown value                                                       | 1459                                |                                                                              | Museu Nacional de Arte da Catalunha                                                                                        | Barcelona Museu Nacional de Arte da Catalunha                  |
|        | São Jorge | Andrea Mantegna                                                        | 1460                                |                                                                              | Accademia | Accademia                                                      |
|        | Saints Paul and George | Bartolomeo Vivarini                                                    | 1462                                |                                                                              | Pinacoteca parrocchiale (Corridonia, Italy)                                                                                | Pinacoteca parrocchiale (Corridonia, Italy)                    |
|        | Tríptico de São Jorge | Cosimo Tura                                                            | 1469                                |                                                                              | Museu da Catedral de Ferrara                                                                                               | Ferrara Museu da Catedral de Ferrara                           |
|        | São Jorge e o Dragão | Paolo Uccello                                                          | 1470                                |                                                                              | National Gallery | National Gallery Itália                                        |
|        | Georg und Johannes der Täufer mit Stifter                                                                                        | No/unknown value                                                       | 1470                                | Kilchberger Altar                                                            | Museum of the Diocese of Rottenburg Sammlung Dursch                                                                        | Museum of the Diocese of Rottenburg                            |
|        | Saint George | Ercole de' Roberti                                                     | década de 1470                      | Griffoni Polyptych                                                           | Cini Palace Gallery Vittorio Cini collection Costabili collection                                                          | Cini Palace Basílica de São Petrônio                           |
|        | São Jorge decepando o Dragão | Carlo Crivelli                                                         | 1470                                | Políptico de Porto San Giorgio                                               | Museu Isabella Stewart Gardner                                                                                             | Boston Museu Isabella Stewart Gardner                          |
|        | São Jorge | Carlo Crivelli                                                         | 1472                                | Políptico de Porto San Giorgio                                               | Metropolitan Museum of Art                                                                                                 | Metropolitan Museum of Art                                     |
|        | São Jorge | Cosimo Tura                                                            | 1474                                | Retábulo Roverella                                                           | San Diego Museum of Art | San Diego San Diego Museum of Art                              |
|        | St. George | Cosimo Tura                                                            | década de 1470                      |                                                                              | Cini Palace Gallery Vittorio Cini collection Costabili collection                                                          | Cini Palace                                                    |
|        | São Jorge e a Princesa | Antonio Cicognara                                                      | 1475                                |                                                                              | Galeria Tosio Martinengo                                                                                                   | Galeria Tosio Martinengo                                       |
|        | São Jorge combate o Dragão | No/unknown value                                                       | século XV                           |                                                                              | Departamento de Pinturas do Louvre                                                                                         | Room 819                                                       |
|        | São Jorge e o Dragão | Jan Baegert                                                            | 1480                                |                                                                              | Museu Nacional de Belas-Artes da Suécia                                                                                    | Museu Nacional de Belas-Artes da Suécia                        |
|        | Georg und Kaiser Heinrich II. | No/unknown value                                                       | 1480                                |                                                                              | Museum of the Diocese of Rottenburg Sammlung Dursch                                                                        | Museum of the Diocese of Rottenburg                            |
|        | Georg und Erzengel Michael | No/unknown value                                                       | 1480                                |                                                                              | Museum of the Diocese of Rottenburg Sammlung Dursch                                                                        | Museum of the Diocese of Rottenburg                            |
|        | Díptico de Munique | Hans Memling                                                           | 1480                                |                                                                              | Antiga Pinacoteca Coleções de Pinturas do Estado da Baviera                                                                | Antiga Pinacoteca                                              |
|        | São Jorge e o Doador | Hans Memling                                                           | 1480                                | Díptico de Munique                                                           | Coleções de Pinturas do Estado da Baviera                                                                                  | Antiga Pinacoteca                                              |
|        | Saint George and the Dragon | No/unknown value                                                       | século XV                           |                                                                              | National Trust | Upton House                                                    |
|        | São Jorge e o Dragão | No/unknown value                                                       | século XV                           |                                                                              | Museu de Arte de Toledo | Museu de Arte de Toledo                                        |
|        | Vierge à l'Enfant entre Paul et saint Georges                                                                                    | Giovanni Bellini                                                       | 1487                                |                                                                              | Accademia | Accademia                                                      |
|        | São Jorge e São Sebastião | Bartolomeo di Giovanni                                                 | década de 1490                      |                                                                              | Coleções de Pinturas do Estado da Baviera                                                                                  | Antiga Pinacoteca                                              |
|        | Saint George and a group of disciplinati                                                                                         | Lorenzo Fasolo                                                         | década de 1490                      |                                                                              | | Museo d'arte di Palazzo Gavotti                                |
|        | Crucifixion with Magdalene, St. Antonius of Padua and St. Georg                                                                  | Bartolomeo di Giovanni                                                 | 1490                                |                                                                              | National Museum of Medieval and Modern Art, Arezzo                                                                         | National Museum of Medieval and Modern Art, Arezzo             |
|        | S. João Baptista e o Doador | Hans Memling                                                           | 1490                                | Díptico de Jan du Cellier                                                    | Departamento de Pinturas do Louvre                                                                                         | Room 818                                                       |
|        | São Jorge e o Dragão | Simone Da Tesido                                                       | 1490                                |                                                                              | Galeria Belvedere | Galeria Belvedere                                              |
|        | A Virgem e o Menino e Santos | Giovanni Bellini                                                       | década de 1490                      |                                                                              | Departamento de Pinturas do Louvre                                                                                         | Pinturas Italianas, Sala 5                                     |
|        | Políptico de Albani Torlonia | Pietro Perugino                                                        | 1491                                |                                                                              | Villa Torlonia | Roma Villa Torlonia                                            |
|        | Coroação da Virgem | Carlo Crivelli                                                         | 1493                                |                                                                              | Pinacoteca de Brera | Pinacoteca de Brera                                            |
|        | A Virgem da Vitória | Andrea Mantegna                                                        | século XV                           |                                                                              | Departamento de Pinturas do Louvre                                                                                         | Pinturas Italianas, Sala 5                                     |
|        | São Jorge e o Dragão | Rafael Sanzio                                                          | 1504 década de 1500                 |                                                                              | Departamento de Pinturas do Louvre                                                                                         | Pinturas Italianas, Sala 5                                     |
|        | São Jorge e o Dragão | Luca Signorelli                                                        | 1 de janeiro de 1500                |                                                                              | Rijksmuseum | Amesterdão Rijksmuseum                                         |
|        | São Jorge combate o Dragão | Mair von Landshut                                                      | 1 de janeiro de 1500                |                                                                              | Coleções de Pinturas do Estado da Baviera                                                                                  | Antiga Pinacoteca                                              |
|        | Saint George and Saint Sebastian                                                                                                 | Andrea Solari                                                          | década de 1500                      |                                                                              | Detroit Institute of Arts                                                                                                  | Detroit Institute of Arts                                      |
|        | Madonna with Child and saints | Jean Bourdichon                                                        | 1500                                |                                                                              | Museu Nacional de San Martino                                                                                              | Certosa di San Martino                                         |
|        | São Jorge | No/unknown value                                                       | 1500                                |                                                                              | Museu Bizantino de Corfu                                                                                                   | Museu Bizantino de Corfu                                       |
|        | São Jorge e o Dragão | Vittore Carpaccio                                                      | 1502                                | Episodes from the Life of Sts Jerome, George and Triphun                     | Scuola di San Giorgio degli Schiavoni                                                                                      | Scuola di San Giorgio degli Schiavoni                          |
|        | O Triunfo de São Jorge | Vittore Carpaccio                                                      | 1502                                | Episodes from the Life of Sts Jerome, George and Triphun                     | Scuola di San Giorgio degli Schiavoni                                                                                      | Veneza Scuola di San Giorgio degli Schiavoni                   |
|        | Die Heiligen Georg und Mauritius                                                                                                 | Meister von Veringen                                                   | 1505                                | Inzigkofener Altar                                                           | Fürstenberg Collection Würth Collection                                                                                    | Stift Inzigkofen Fürstenberg Collection Johanniterkirche       |
|        | São Jorge e o Dragão | Rafael Sanzio                                                          | 1505                                |                                                                              | Galeria Nacional de Arte Andrew W. Mellon collection Museu Hermitage Coleção Crozat                                        | Galeria Nacional de Arte                                       |
|        | The Family of Henry VII with St George and the Dragon                                                                            | No/unknown value                                                       | década de 1500                      |                                                                              | Royal Collection | Hampton Court                                                  |
|        | Batismo dos Selenitas | Vittore Carpaccio                                                      | 1507                                |                                                                              | Scuola di San Giorgio degli Schiavoni                                                                                      | Scuola di San Giorgio degli Schiavoni                          |
|        | O Ocaso | Giorgione                                                              | século XVI                          |                                                                              | National Gallery | National Gallery                                               |
|        | São Jorge no bosque | Albrecht Altdorfer                                                     | 1510                                |                                                                              | Coleções de Pinturas do Estado da Baviera Wittelsbacher Ausgleichsfonds                                                    | Antiga Pinacoteca                                              |
|        | São Jorge | Ticiano                                                                | década de 1510 1511                 |                                                                              | No/unknown value | Cini Palace                                                    |
|        | São Jorge combate o Dragão | Leonhard Beck                                                          | década de 1510                      |                                                                              | Museu de História da Arte em Viena                                                                                         | Museu de História da Arte em Viena                             |
|        | São Jorge e o Dragão | Hans von Kulmbach                                                      | 1510                                |                                                                              | Museu Wallraf–Richartz | Museu Wallraf–Richartz                                         |
|        | A Virgem e o Menino entre os Santos Jorge e Tiago                                                                                | Cima da Conegliano                                                     | 1511                                |                                                                              | Museu de Belas Artes de Caen                                                                                               | Museu de Belas Artes de Caen                                   |
|        | Saint George on Horseback | Master of the Döbeln Altarpiece Lucas Cranach, o Velho                 | 1 de janeiro de 1521 década de 1510 |                                                                              | Hamburger Kunsthalle | Hamburger Kunsthalle                                           |
|        | São Jorge | Dosso Dossi                                                            | 1513                                |                                                                              | Museu J. Paul Getty | Getty Center                                                   |
|        | São Jorge | Lucas Cranach, o Velho                                                 | 1514                                |                                                                              | Museu Thyssen-Bornemisza                                                                                                   | Museu Thyssen-Bornemisza                                       |
|        | Retábulo Marientod | Joos van Cleve                                                         | 1515                                | Death of Mary altarpiece                                                     | Coleções de Pinturas do Estado da Baviera                                                                                  | Antiga Pinacoteca                                              |
|        | Saints George and Barbara | No/unknown value Lucas Cranach, o Velho                                | década de 1510                      |                                                                              | Veste Coburg Art Collections                                                                                               | Fortaleza de Coburg                                            |
|        | A Virgem e o Menino com os Santos Doroteia e Jorge                                                                               | Ticiano                                                                | 1516 década de 1510                 |                                                                              | Museu do Prado | Museu do Prado                                                 |
|        | Saint George Slays the dragon | Vittore Carpaccio                                                      | 1516                                |                                                                              | Basílica de São Jorge Maior                                                                                                | Basílica de São Jorge Maior                                    |
|        | São Jorge e o Dragão | Il Sodoma                                                              | 1518                                |                                                                              | Galeria Nacional de Arte Coleção Samuel H. Kress Coleção Cook                                                              | Galeria Nacional de Arte Doughty House                         |
|        | São Jorge | Hans Burgkmair                                                         | 1519                                | Crucificação com a Virgem Maria, Santa Maria Madalena e São João Evangelista | Coleções de Pinturas do Estado da Baviera                                                                                  | Antiga Pinacoteca                                              |
|        | São Jorge e Santa Bárbara com os Doadores Joris van de Velde, a mulher Barbara Le Maire e os Filhos (painel esquerdo do Díptico) | Adriaen Isenbrandt                                                     | 1520                                |                                                                              | Igreja de Nossa Senhora Museus Reais de Belas-Artes da Bélgica                                                             | Igreja de Nossa Senhora                                        |
|        | Saint George and the Dragon | No/unknown value                                                       | 1520                                |                                                                              | Departamento de Pinturas do Louvre Musées Nationaux Récupération Munich Central Collecting Point Hermann Göring Collection | salle 821 Munich Central Collecting Point                      |
|        | São Jorge libertando a Princesa                                                                                                  | Georg Lemberger                                                        | 1520                                |                                                                              | Galleria degli Uffizi | Galleria degli Uffizi                                          |
|        | St George riding on a horse | Lucas Cranach, o Velho                                                 | década de 1520                      |                                                                              | Anhaltische Gemäldegalerie                                                                                                 | No/unknown value                                               |
|        | Casamento místico de Santa Catarina                                                                                              | Lorenzo Lotto                                                          | 1524                                |                                                                              | Galeria Nacional de Arte Antiga                                                                                            | Galeria Nacional de Arte Antiga                                |
|        | Saint George and the dragon | No/unknown value Albrecht Dürer Mabuse Master of the Antwerp Adoration | século XVI                          |                                                                              | New-York Historical Society Bryan Gallery of Christian Art                                                                 | New-York Historical Society                                    |
|        | Heiliger Georg | No/unknown value                                                       | século XVI                          | Teile eines Sippenaltars?                                                    | Museu Wallraf–Richartz | Museu Wallraf–Richartz                                         |
|        | Madonna and Child with Saints George and Christopher (Pala Manfron)                                                              | Paris Bordone                                                          | década de 1520                      |                                                                              | Accademia Tadini | Accademia Tadini                                               |
|        | Paisagem com santos | Dosso Dossi                                                            | 1527                                |                                                                              | Museu Pushkin | Museu Pushkin                                                  |
|        | A Virgem e o Menino com S. João Batista e S. Jorge                                                                               | Paris Bordone                                                          | década de 1530                      |                                                                              | Museu Pushkin | Moscovo Museu Pushkin                                          |
|        | A Virgem Maria e o Menino com São Jorge e um Anjo                                                                                | Bernardino Luini                                                       | 1530                                |                                                                              | No/unknown value Coleção Cook                                                                                              | Doughty House                                                  |
|        | Saint George | Hans Baldung                                                           | 1530                                |                                                                              | Museu de Belas Artes de Estrasburgo                                                                                        | Museu de l'Oeuvre Notre-Dame                                   |
|        | Saint George | Mestre de Meßkirch                                                     | 1530                                | Falkenstein Altar                                                            | Staatsgalerie Stuttgart | Johanniterkirche                                               |
|        | A Virgem de S. Jorge | Antonio da Correggio                                                   | 1530 século XVI                     |                                                                              | Coleções Nacionais de Dresden                                                                                              | Pinacoteca dos Mestres Antigos                                 |
|        | São Jorge combate o Dragão | Martin Schaffner                                                       | 1532                                |                                                                              | Coleções de Pinturas do Estado da Baviera                                                                                  | Coleções de Pinturas do Estado da Baviera                      |
|        | Der heilige Georg | Mestre de Meßkirch                                                     | século XVI                          | Pieces of the side altars of St. Martin in Messkirch                         | Wolfegger Kabinett | St Martin Schloss Wolfegg                                      |
|        | Lenda de São Jorge | Lanceloot Blondeel                                                     | 1540                                |                                                                              | Museu Groeninge Coleção de Arte Flamenga                                                                                   | Museu Groeninge                                                |
|        | Retrato de Homem enquanto S. Jorge                                                                                               | Tintoretto                                                             | século XVI                          |                                                                              | Galeria Nacional de Arte Coleção Samuel H. Kress                                                                           | Galeria Nacional de Arte                                       |
|        | A Virgem e o Menino entre S. Ciríaco e S. Jorge                                                                                  | No/unknown value                                                       | século XVI                          |                                                                              | departement of the Byzantine Arts and the Eastern Christians in the Louvre Museum                                          | Room 734                                                       |
|        | Tríptico Grego | No/unknown value                                                       | século XVI                          |                                                                              | Departamento de Pinturas do Louvre                                                                                         | Sala 501 do Museu do Louvre                                    |
|        | A Virgem e o Menino rodeados de quatro Santos                                                                                    | Giacomo Francia                                                        | século XVI                          |                                                                              | Departamento de Pinturas do Louvre                                                                                         | Louvre storage (depot)                                         |
|        | São Luís e São Jorge com a Princesa                                                                                              | Tintoretto                                                             | 1552                                |                                                                              | Accademia | Accademia                                                      |
|        | A Virgem e o Menino entre S. Jorge, S. Justina e um Beneditino ajoelhado                                                         | Paolo Veronese                                                         | década de 1550                      |                                                                              | Departamento de Pinturas do Louvre                                                                                         | Pinturas italianas, sala 6                                     |
|        | São Jorge e o Dragão | Tintoretto                                                             | 1555                                |                                                                              | National Gallery | National Gallery                                               |
|        | Le martyre de saint Georges | No/unknown value                                                       | 1565                                |                                                                              | Palácio das Belas-Artes de Lille                                                                                           | Palácio das Belas-Artes de Lille                               |
|        | Four Military Saints (Damaskinos)                                                                                                | Michael Damaskenos                                                     | século XVI                          |                                                                              | Museu Benaki | Museu Benaki                                                   |
|        | Metterza with Saints and members of the Medici Court                                                                             | Giovanni Maria Butteri                                                 | 1575                                |                                                                              | Museum of the Last Supper of Andrea del Sarto                                                                              | Museum of the Last Supper of Andrea del Sarto                  |
|        | Saint George's martyrdom | Michiel Coxcie                                                         | década de 1580                      |                                                                              | Catedral de São Romualdo de Malinas                                                                                        | Catedral de São Romualdo de Malinas                            |
|        | São Jorge libertando Santa Margarida                                                                                             | Marten de Vos                                                          | 1590                                |                                                                              | Museu Real de Belas Artes de Antuérpia Coleção de Arte Flamenga Catedral de Nossa Senhora                                  | Museu Real de Belas Artes de Antuérpia                         |
|        | Paradise | Carlo Saraceni                                                         | 1598                                |                                                                              | Metropolitan Museum of Art                                                                                                 | Metropolitan Museum of Art                                     |
|        | São Jorge e o Dragão | No/unknown value                                                       | século XVI                          |                                                                              | Metropolitan Museum of Art                                                                                                 | Metropolitan Museum of Art                                     |
|        | São Jorge matando o Dragão | Domenico Zampieri                                                      | 1610                                |                                                                              | National Gallery | National Gallery                                               |
|        | Cabeça de S. Jorge | No/unknown value Antoon van Dyck                                       | século XVII                         |                                                                              | Departamento de Pinturas do Louvre                                                                                         | Sala 856 do Museu do Louvre                                    |
|        | O martírio de S. Jorge | Peter Paul Rubens                                                      | década de 1610 1615                 |                                                                              | Museu de Belas Artes de Bordéus Departamento de Pinturas do Louvre                                                         | Museu de Belas Artes de Bordéus                                |
|        | Santos Domingos e Francisco Salvando o Mundo da Ira de Cristo                                                                    | Peter Paul Rubens                                                      | 1620 século XVII                    |                                                                              | Musée des Beaux-Arts de Lyon Departamento de Pinturas do Louvre                                                            | Musée des Beaux-Arts de Lyon St. Paul's Church Museu do Louvre |
|        | S. Jorge liberta a princesa do dragão. Alegoria                                                                                  | Frans Wouters                                                          | 1627                                |                                                                              | Museu Nacional de Arte da Dinamarca                                                                                        | Copenhaga Museu Nacional de Arte da Dinamarca                  |
|        | Saints Sebastian and George, circa 1627-1628                                                                                     | Peter Paul Rubens                                                      | 1628                                |                                                                              | Museu de Belas Artes de Caen                                                                                               | Museu de Belas Artes de Caen                                   |
|        | São Jorge e o Dragão | Cesare Rossetti                                                        | século XVII                         |                                                                              | Museu de Arte Walters | Baltimore Museu de Arte Walters                                |
|        | The Martyrdom of Saint George | Antoon van Dyck                                                        | 1632                                |                                                                              | Christ Church | Christ Church                                                  |
|        | Rest on the Flight into Egypt with Saint George                                                                                  | William Dobson                                                         | século XVII                         |                                                                              | National Trust | Hardwick Hall                                                  |
|        | Adoração da Santíssima Trindade                                                                                                  | Johann Heinrich Schönfeld                                              | 1640                                |                                                                              | Departamento de Pinturas do Louvre                                                                                         | Room 858                                                       |
|        | St. George and the Dragon | Melchiorre Gherardini                                                  | década de 1640                      |                                                                              | Castelo Real de Varsóvia                                                                                                   | Castelo Real de Varsóvia                                       |
|        | Virgin and Child with SS George, Jerome, Mary Magdalene and other saints                                                         | No/unknown value                                                       | 1640                                |                                                                              | Coleção Cook No/unknown value                                                                                              | Doughty House                                                  |
|        | A Virgem e o Menino com Santos                                                                                                   | Peter Paul Rubens                                                      | 1640                                | grave of Peter Paul Rubens                                                   | St. James' Church, Antwerp                                                                                                 | St. James' Church, Antwerp                                     |
|        | Saint George and the dragon | Matteo Ponzoni                                                         | década de 1640                      |                                                                              | Basílica de São Jorge Maior                                                                                                | Basílica de São Jorge Maior                                    |
|        | Landscape with Saint George and the Dragon                                                                                       | Claude Lorrain                                                         | 1643                                |                                                                              | Wadsworth Atheneum | Wadsworth Atheneum                                             |
|        | São Jorge e Santa Cecília | David Teniers, Filho                                                   | década de 1650                      |                                                                              | Courtauld Gallery | Courtauld Gallery                                              |
|        | A Virgem e o Menino com Quatro Santos                                                                                            | Guercino                                                               | 1651                                |                                                                              | Departamento de Pinturas do Louvre                                                                                         | Sala 716 do Museu do Louvre                                    |
|        | Self-portrait as St. George with the Dragon                                                                                      | Johann Ulrich Mayr                                                     | 1653                                |                                                                              | Bader collection |                                                                |
|        | A decapitação de São Jorge | Cornelis Schut                                                         | 1653                                |                                                                              | Museu Real de Belas Artes de Antuérpia Coleção de Arte Flamenga Catedral de Nossa Senhora                                  | Museu Real de Belas Artes de Antuérpia                         |
|        | São Jorge a cavalo | Mattia Preti                                                           | 1658                                |                                                                              | Co-Catedral de São João | Valeta Co-Catedral de São João                                 |
|        | Saint George | No/unknown value                                                       | século XVII                         |                                                                              | icon collection of Sweden National Museum Museu Nacional de Belas-Artes da Suécia                                          | Museu Nacional de Belas-Artes da Suécia                        |
|        | São Jorge e São Demétrio | No/unknown value                                                       | 1676                                |                                                                              | departement of the Byzantine Arts and the Eastern Christians in the Louvre Museum                                          | Room 734                                                       |
|        | O Martírio de São Jorge | Godfried Maes                                                          | 1681                                |                                                                              | Museu Real de Belas Artes de Antuérpia Coleção de Arte Flamenga                                                            | Museu Real de Belas Artes de Antuérpia                         |
|        | St George protects Piran | Angelo Antonio Coster                                                  | 1706                                |                                                                              | St. George, Piran parish church                                                                                            | St. George, Piran parish church                                |
|        | Madonna in Glory between Saints George and Romuald                                                                               | Giovanni Battista Tiepolo                                              | 1735                                |                                                                              | Accademia | Accademia                                                      |
|        | Beheading of Saint George by Ercole Graziani the Younger (Cathedral, Ferrara)                                                    | Ercole, II Graziani                                                    | 1737                                |                                                                              | | Ferrara Cathedral                                              |
|        | Saint George |                                                                        | século XVIII                        |                                                                              | Hunterian Museum and Art Gallery                                                                                           | Glasgow                                                        |
|        | saint Georges vainqueur du dragon                                                                                                | Pierre Vincent                                                         | 1781                                |                                                                              | | St-Georges (Saint-Georges-des-Coteaux)                         |
|        | Saint Spyridon, Saint John the Baptist, Saint Peter and Saint George (Koutouzis)                                                 | Nikolaos Koutouzis                                                     | século XVIII                        |                                                                              | Corfu National Gallery | Corfu                                                          |
|        | São Jorge | No/unknown value                                                       | século XVIII                        |                                                                              | Museu Bizantino de Corfu                                                                                                   | Museu Bizantino de Corfu                                       |
|        | saint Georges terrassant le dragon                                                                                               |                                                                        | 1807                                | groupe d'objets à Ammerschwihr                                               | | église Saint-Martin d'Ammerschwihr                             |
|        | Paisagem heróica com São Jorge                                                                                                   | Joseph Anton Koch                                                      | 1807                                |                                                                              | Coleções de Pinturas do Estado da Baviera                                                                                  | Nova Pinacoteca                                                |
|        | São Jorge combatendo o dragão | Eugène Delacroix                                                       | 1847                                |                                                                              | Departamento de Pinturas do Louvre                                                                                         | Sala 942 do Museu do Louvre                                    |
|        | Ícone em tríptico | No/unknown value                                                       | século XIX                          |                                                                              | departement of the Byzantine Arts and the Eastern Christians in the Louvre Museum                                          | Louvre storage (depot)                                         |
|        | São Jorge matando o dragão | Olivier Pichat                                                         | 1851                                |                                                                              | | St. George's Church                                            |
|        | O Casamento de São Jorge e a Princesa Sabra                                                                                      | Dante Gabriel Rossetti                                                 | 1857                                |                                                                              | Tate Modern | Londres Tate Modern                                            |
|        | O Combate: São Jorge mata o dragão                                                                                               | Edward Burne-Jones                                                     | 1866                                |                                                                              | Galeria de Arte da Nova Gales do Sul                                                                                       | Sydney Galeria de Arte da Nova Gales do Sul                    |
|        | São Jorge e o Dragão | Gustave Moreau                                                         | década de 1880                      |                                                                              | National Gallery | Londres National Gallery                                       |
|        | São Jorge | Hans von Marées                                                        | 1885                                |                                                                              | Coleções de Pinturas do Estado da Baviera                                                                                  | Nova Pinacoteca                                                |
|        | São Jorge cavaleiro | Hans Thoma                                                             | 1889                                |                                                                              | Alte Nationalgalerie | Alte Nationalgalerie                                           |
|        | Saint George | No/unknown value                                                       | século XIX                          |                                                                              | icon collection of Sweden National Museum Museu Nacional de Belas-Artes da Suécia                                          | Museu Nacional de Belas-Artes da Suécia                        |
|        | The Theodore Watts-Dunton Cabinet: Saint George and the Dragon                                                                   | Henry Treffry Dunn                                                     | 1896                                |                                                                              | National Trust | Wightwick Manor                                                |
|        | The Theodore Watts-Dunton Cabinet: The Wedding of Saint George                                                                   | Henry Treffry Dunn                                                     | 1896                                |                                                                              | National Trust | Wightwick Manor                                                |
|        | São Jorge | Wilhelm von Diez                                                       | 1896                                |                                                                              | Indianapolis Museum of Art                                                                                                 | Indianapolis Museum of Art                                     |
|        | saint Georges vainqueur du dragon                                                                                                | Georges Bergès                                                         | 1897                                |                                                                              | | St. Andrew's Church, Bayonne                                   |
|        | São Jorge | Wilhelm von Diez                                                       | 1897                                |                                                                              | Coleções de Pinturas do Estado da Baviera                                                                                  | Nova Pinacoteca                                                |
|        | São Jorge e o Dragão | Odilon Redon                                                           | 1909                                |                                                                              | Fundação Barnes | Fundação Barnes                                                |
|        | São Jorge e o dragão | Maurice Denis                                                          | 1910                                |                                                                              | Museu de Orsay Museu de Belas Artes de Angers                                                                              | Museu de Belas Artes de Angers                                 |
|        | St. Goerg | August Macke                                                           | 1912                                |                                                                              | Kolumba | Kolumba                                                        |
|        | São Jorge e o Dragão | Benno Berneis                                                          | 1912                                |                                                                              | Berlinische Galerie | Berlinische Galerie                                            |
|        | St George for England | Walter West                                                            | 1916                                |                                                                              | Sarjeant Gallery Te Whare O Rehua Whanganui                                                                                | Sarjeant Gallery Te Whare O Rehua Whanganui                    |
|        | Светогорска легенда | Ivan Milev                                                             | 1926                                |                                                                              | |                                                                |
|        | Saint George and the Dragon | No/unknown value                                                       |                                     |                                                                              | Cincinnati Art Museum | Cincinnati Art Museum                                          |
|        | Saint George | Domenico Zampieri                                                      |                                     |                                                                              | Bowes Museum | Bowes Museum                                                   |
|        | Saint George | Cosimo Tura                                                            |                                     |                                                                              | Cini Palace Gallery | Cini Palace Gallery                                            |